# Østerbro Idræts-Forening
Østerbro Idræts-Forening eller blot Østerbro IF (fork. ØIF) er en dansk fodboldklub, der har hjemme på Østerbro i København og som blev stiftet den 10. september 1998.
Østerbro IF har klublokale i Fælledklubhuset (Øster Allé 62). Klubben har pr. 2014 godt 800 medlemmer, hvoraf cirka 150 medlemmer er tilknyttet ungdomsafdelingen. Klubben er medlem af Københavns Boldspil-Union under Dansk Boldspil-Union og derigennem Danmarks Idræts-Forbund og afvikler deres hjemmebanekampe på kunstbanen i Fælledparken.
Østerbro IF blev stiftet som en sammenslutning mellem Østerbros Boldklub (ØB), stiftet den 1. september 1894 og Ryvang Fodbold Club (RFC), stiftet i 1922, for at sikre og udbygge klubbernes aktiviteter og sportslige muligheder. Klubbens førstehold spiller i 2014/2015-sæsonen i Serie 1 (fodbold), hvilket er lidt under den højeste placering i klubbens korte historie, som var en 10. plads i Danmarksserien i 2007. Af de to moderklubber var ØB den mest succesfulde, der senest i 1950-sæsonen spillede i 1. division (den daværende bedste række i Danmark), men i 1953-sæsonen rykkede ud af Danmarksturneringen.

## Ekstern kilde/henvisning
- Østerbro IFs officielle hjemmeside

| Fodbold | Spire Denne artikel om en dansk fodboldklub er en spire som bør udbygges. Du er velkommen til at hjælpe Wikipedia ved at udvide den. |